# ロイヤル・モニサラポン勲章
ロイヤル・モニサラポン勲章（ロイヤル・モニサラポンくんしょう、クメール語: គ្រឿងឥស្សរិយយសមុនីសារាភ័ណ្ឌ、英語: Royal Order of Monisaraphon）は、カンボジア国王の勅令に基づき、カンボジア王国政府が下賜する勲章である。
モニサラポン勲章とも呼ばれる。
文学・美術、教育、司法、行政および科学の諸分野における功労者が受章する。

## 歴史
1905年2月1日にカンボジア国王シソワット1世により創設され、1905年4月18日に勅令が公布された。
初めは、カンボジア人とフランス人による保護下にある者、および他のアジア人を授与対象者とした、単一等級であった。
1948年にノロドム・シハヌーク国王の改革により3等級に拡大した。1961年に、さらに5等級に拡大され、文学・美術、教育、司法、行政および科学の分野での功労者が対象となった。1995年10月5日、ノロドム・シハヌーク国王により復興された。

## 階級
5階級である。日本語ではさまざまな階級表記がされている。
1. マハ・シルヴッダ (មហាសេរីវឌ្ឍន៍)、グランクロワ、大十字章、十字章
2. マハセナ (មហាសេនា) 、グラントフィシエ、大将校章、大勲位
3. テポドン (ធិបឌិន្ទ) 、コマンドール、司令官章
4. セナ (សេនា)、オフィシエ、官僚章、将校章
5. アスカラディダ(អស្សឫទ្ធិ) 、シュヴァリエ、騎士章

## 受章者
| 受章年 | 階級                        | 氏名                             |
| ------ | --------------------------- | -------------------------------- |
|        | コマンドール                | フォルチュナート・アバト         |
|        | グラントフィシエ            | ハオ・ナムホン                   |
|        | コマンドール                | グナパラ・ピヤセナ・マララセケラ |
|        | コマンドール                | ノロドム・アルンラスミー         |
|        | コマンドール                | ノロドム・ユヴァネア             |
|        | グランクロワ                | ノロドム・シハモニ               |
|        | グランクロワ & コマンドール | 半田晴久                         |
| 2003   | コマンドール                | 笹川陽平                         |
| 2003   | シュヴァリエ & オフィシエ   | カオ・キム・ホルン               |
| 2006   | コマンドール                | 源馬謙太郎                       |
| 2006   | コマンドール                | カオ・キム・ホルン               |
| 2008   | グランクロワ                | リキ・タクラル                   |
| 2010   | グランクロワ                | 有森裕子                         |
| 2011   | オフィシエ                  | ザン・ジルジャ                   |
| 2012   | マハ・シルヴィッタ          | JMAS 日本地雷処理を支援する会    |
| 2014   | コマンドール                | アレン・ドジソンタン             |
| 2014   | コマンドール                | レン・レオン・オースティン       |
| 2015   | グランクロワ                | ジョージ・リーフ                 |
| 2015   | コマンドール                | ムスタファ・S・ザロトラワラ      |
| 2015   | グランクロワ                | 渡邉美樹                         |